# Krondike
Krondiken grävdes under 1800- och in på 1900-talet med staten eller "Kronan" som arbetsgivare. Tanken med dessa diken var att de skulle tillföra mer jordbruks-, betes- och skogsmark. 
Krondiken utfördes så gott som uteslutande på myrmarker, torvmarker eller gamla sjöbottnar för att dränera mark som inte var lämpad för traditionell odling eller skogsbruk. De grävdes för hand av arbetslösa i form av beredskapsarbete.  

I Svenska folkets underbara öden går att läsa om översvämningen på Västgötaslätten 1830: 
Men den stora översvämningen hade, trots allt, den nyttan med sig, att folk därigenom fick ögonen öppnade för avdikningens betydelse, och tack vare ingripande av staten och hushållningssällskapet sattes en anläggning av kronodiken igång, som icke blott avledde 1830 års stora vattenflod utan också medförde skydd mot framtida översvämningar. På tre år grävdes kronodiken till en sammanlagd längd av nära 50 mil.
Från Kopparbergs län har man i landshövdingeberättelsen för åren 1871–1876 ett talande vittnesbörd om nyttan av myrutdikningar. Där framhålls att de klimatiska förhållandena förbättrats och åkerbrukets avkastning i hög grad ökats i de socknar där större områden sankmark blivit torrlagda. I synnerhet märktes förändringen i Järna socken i landskapets sydvästra del, där de stora myrmarkerna blivit genomskurna av avloppsdiken till en sammanräknad sträcka av 8 mil. Tidigare hade befolkningen till följd av frostens härjningar varit hemsökt av ständig nöd och nästan årligen behövt understöd, men efteråt kunde den även under svåra frostår få största delen av sin spannmål mogen. I Venjan längre norrut, där också stora avdikningar företogs, hade man före torrläggningsarbetena i nio år av tio fått sin gröda skadad av frost. Efteråt inträffade detta endast under ogynnsamma år då säden kommit så sent i jorden att den inte hunnit mogna i vanlig tid.
Ännu påtagligare var den förbättring som klimatet i Norrland efter hand undergick ju fler "frostnästen" man lyckades torrlägga. Tack vare dylika åtgärder utbredde sig sädesodlingen sig till trakter där man inte kunde påräkna mogna grödor. Nästan år för år kan man följa havrens och rågens framryckande mot norr. Stora områden som tidigare varit sjöbotten, kärr och myrar, förvandlades till åkrar och ängar, med en rikedom på multnande växt- och djurämnen som ofta överträffade traktens gamla åkerjord i bördighet.